# Armeria splendens
Armeria splendens es el nombre botánico para una especie de fanerógama perteneciente a la familia de las plumbagináceas. 

## Descripción
Es una planta densamente cespitosa. Ramas muy cortas. Hojas (5)7-15(25) × 0,5-1,2 mm, lineares, obtusas y a menudo redondeadas en el ápice, uninervias, planas, algo crasas, erecto-patentes, ± arqueadas, con margen escabriúsculo. Escapos 1,5-9 cm, frecuentemente pubérulos en la base, ± arqueados. Vaina involucral 2,5-9(11) mm. Involucro de 8-12(13) mm de diámetro. Brácteas involucrales 7-11, lisas, ocráceo-verdosas, con manchas purpúreas, dispuestas en orden creciente de tamaño hacia el interior; las externas, de ovadas a suborbiculares; las de la parte media, de anchamente ovadas a suborbiculares; las internas, de anchamente obovadas a suborbiculares. Espículas ± sésiles. Brácteas espiculares iguales o algo más largas que las involucrales internas. Cáliz 4,3-5,5 mm, holopleurótrico, con hileras de pelos nutridas, u holótrico, con nervios secundarios que van desapareciendo hacia la parte superior del tubo; espolón 0,3-0,5 mm, c. 1/4 –o menos– de la longitud del tubo; lóbulos 0,7-1,3(1,5) mm, ovado-lanceolados, mediana o cortamente aristados, frecuentemente de longitud c. 1/5 de la del cáliz o menor. Corola de color rosa intenso o purpúreo. Tiene un número de cromosomas de 2n = 18.

## Distribución y hábitat
Se encuentra en gleras y pedregales esquistosos; a una altitud de 2400-3200 metros en Sierra Nevada. España.

## Taxonomía
Armeria splendens fue descrita por (Lag. & Rodr.) Webb y publicado en Iter Hispanicum 18. 1838.
Etimología
Armeria: nombre genérico latinizado del nombre francés antiguo armoires para un clavel y que también es el nombre en latín de Dianthus
splendens: epíteto latino que significa "brillante, espléndido".
Sinonimia
- Armeria australis var. splendens (Lag. & Rodr.) Boiss.
- Armeria caespitosa var. splendens (Lag. & Rodr.) Vicioso & Beltrán
- Armeria juniperifolia var. splendens (Lag. & Rodr.) G.H.M.Lawr.
- Statice splendens Lag. & Rodr.[5]